# Portland (Indiana)
Portland város az USA Indiana államában. Lakosainak száma 6320 fő (2020. április 1.).

## Népesség
A település népességének változása:

| 2010 | 6 223 |
| 2020 | 6 320 |